# David Helliwell
David Leedom Helliwell (Vancouver, 26 de julio de 1935-Vancouver, 30 de diciembre de 1993) fue un deportista canadiense que compitió en remo. Participó en los Juegos Olímpicos de Melbourne 1956, obteniendo una medalla de plata en la prueba de ocho con timonel.

## Palmarés internacional
| Juegos Olímpicos | Juegos Olímpicos      | Juegos Olímpicos | Juegos Olímpicos |
| Año              | Lugar                 | Medalla          | Prueba           |
| ---------------- | --------------------- | ---------------- | ---------------- |
| 1956             | Melbourne (Australia) | Medalla de plata | Ocho con timonel |